# Neoperla coxi
Neoperla coxi är en bäcksländeart som beskrevs av Bill P.Stark 1995. Neoperla coxi ingår i släktet Neoperla och familjen jättebäcksländor. Inga underarter finns listade i Catalogue of Life.